# Servicio de Contrainteligencia Militar
El Servicio de Contrainteligencia Militar (en alemán: Militärischer Abschirmdienst; abreviado como MAD) es un servicio de inteligencia militar alemán dependiente del Ministerio Federal de Defensa (BMVg). Está compuesto por la Oficina Federal de Contrainteligencia Militar (BAMAD) y su departamento subordinado.
El Servicio de Contrainteligencia Militar es el tercer servicio de inteligencia federal junto a la Oficina Federal para la Protección de la Constitución (BfV) y el Servicio Federal de Inteligencia (BND). Las tareas y competencias del MAD están reguladas en la Ley del Servicio de Contrainteligencia Militar en conjunción con la Ley Federal de Protección Constitucional y la Ley de Autorización de Seguridad.

## Tareas
Como servicio de inteligencia nacional, tiene funciones similares a las de la Oficina Federal para la Protección de la Constitución (BfV) y trabaja en estrecha colaboración con ella. Las principales tareas del MAD son el contraespionaje y la detección de actividades anticonstitucionales en el seno de la Bundeswehr. Otras tareas incluyen la protección de las propiedades de la Bundeswehr contra el sabotaje y el espionaje extranjero. Los miembros del MAD también participan en la planificación y construcción de edificios con altos requisitos de seguridad.
El MAD no participa en el reconocimiento estratégico. Para el reconocimiento y la inteligencia de señales de las fuerzas enemigas, la Bundeswehr dirige el Servicio de Dominio de Información y Cibernética (CIR) y el Comando de Reconocimiento Estratégico (KSA). El KSA trabaja en estrecha colaboración con el Servicio Federal de Inteligencia (BND).
El MAD no tiene poder de persecución; la persecución en casos de espionaje y traición de secretos la ejecuta el Fiscal General del Tribunal Federal de Justicia.